# Pietro B. Zemelo
Pietro Boscolo Zemelo, solitamente accreditato come Pietro B. Zemelo (Chioggia, 15 dicembre 1985), è un fumettista italiano.
È noto principalmente come sceneggiatore e disegnatore di Topolino (in otto anni ha scritto/disegnato oltre 130 storie per il settimanale).

## Biografia
Nel 2014 nel numero 3059 con la storia Paperino e il sarcapiotto inizia a collaborare con Topolino diventando tra gli sceneggiatori più attivi sul settimanale, ciò gli ha permesso di diventare anche disegnatore.
Qualche mese più tardi, nel dicembre dello stesso anno, viene pubblicata invece la sua prima storia lunga, Scappa, Paperino! seguita qualche settimana dopo da Topolino e l’albero di Holly.
Nel 2016 inizia ad autopubblicarsi fumetti.
Nel 2018 si sposa con Lisa Glazunova con cui collabora nei fumetti.
In estate 2021 esce per la Feltrinelli Comics un volume con storie a fumetti di Sio, Giacomo Keison Bevilacqua, Dado e lo stesso Zemelo. Il libro si chiama Identiche Diversità.
Nel numero 3441 (novembre 2021) di Topolino esordisce anche come disegnatore per la storia Paperino pastore cittadino scritta da Marco Bosco. Nello stesso numero, la storia che apre l'albo disegnata da Mottura, Paperin Pigafetta - Oltre i confini del mondo è scritta sempre da Zemelo. 
Sempre nel 2021 esce Oltre il vento - Islanda edito da Libreria Geografica ed è il suo primo libro da autore completo per un editore.
Nel 2022 esce il fumetto di Khaby Lame, SuperEasy edito da Mondadori, disegnato da Zemelo.
È molto attivo su Instagram e Facebook dove pubblicata strisce. Ha un canale YouTube.
Ha scritto oltre 3000 tavole e disegnate più di 1000. Le sue storie sono state tradotte in dodici lingue.

## Opere
- Magnifico volume 1, PBZ, 2016.
- Magnifico volume 2, PBZ, 2016.
- Erasmus. Magnifico, PBZ, 2017.
- Magnifico volume 3, PBZ, 2018.
- Adamo e David: Genesi, PBZ, 2018.
- 1.4.4.0. - File 1, PBZ, 2019.
- Una lettera al me futuro, PBZ, 2019.
- Una lettera al me passato, PBZ, 2019.
- Identiche Diversità, Feltrinelli Comics, 2021. (con Sio ed altri)
- Oltre il Vento - Islanda, Libreria Geografica, 2021.
- Super Easy, Mondadori, 2022.